# Juan Luis Ysern de Arce
Juan Luis Ysern de Arce (2 de mayo de 1930, Valencia, España - ), es obispo emérito de la diócesis de Ancud, Chile. Licenciado en Derecho Canónico, fue ordenado sacerdote en Gandía (Valencia), España, el 29 de junio de 1953.
Pasó a Chile a la diócesis de Chillán el año 1958, siendo vicario cooperador en Quirihue, secretario canciller y después provisor y vicario general.
El 13 de mayo de 1974 el papa Pablo VI lo trasladó a la Diócesis de Ancud sucediendo a Sergio Contreras, quien fuera trasladado a la sede titular de Semta. Aquí, celebró el VI Sínodo de Ancud (1976), el VII (1977), el VIII en (1978), el IX en (1985) y el X en (1990).
En 1995 recibe el Premio Nacional por la Defensa de los Derechos Humanos, mención Trayectoria.
En 1997 recibe el Premio Conservación de los Monumentos Nacionales otorgado por el Consejo de Monumentos Nacionales de Chile.
En 2005 el Gobierno de Chile le otorga la Orden al Mérito Artístico y Cultural Pablo Neruda.

## Obras
El 25 de julio de 1975 crea la "Comisión Diocesana de Cultura Chilota", firmando al alero de ésta en junio de 1976 un convenio con la Facultad de Arquitectura y Urbanismo de la Universidad de Chile dando origen al "Programa de Protección y Desarrollo del Patrimonio Arquitectónico de Chiloé", tendiente a implementar una serie de proyectos de recuperación patrimonial con las comunidades locales del Archipiélago de Chiloé, y en especial de sus iglesias en madera, declaradas posteriormente Patrimonio de la Humanidad por la UNESCO.
El 15 de septiembre de 1976 crea la "Fundación Diocesana para el Desarrollo de Chiloé" (FUNDECHI) tendiente a la defensa de los Derechos Humanos y la labor evangelizadora. De esta institución, y siendo portavoz el propio obispo, nacería la denuncia al Proyecto Astillas Chiloé de origen japonés, que tenía la venia de la dictadura militar para cortar 118 mil hectáreas del bosque nativo sin considerar las exigencias ambientales y la identidad cultural de Chiloé. Esta denuncia sería una de las bases para que tiempo después se creara el Parque nacional Chiloé.
El 16 de julio de 1993 crea la "Fundación Amigos de las Iglesias de Chiloé", ente relevante que, en conjunto con otras organizaciones e instituciones, tendría una gran injerencia en la declaración de 16 iglesias de la Escuela Chilota de Arquitectura como Monumentos Históricos Nacionales y posteriormente como Patrimonio de la Humanidad por parte de la UNESCO en el año 2000.
En 1997 pone en marcha (en convenio con el Ministerio de Agricultura de Chile) el proyecto denominado "Agroturismo Chiloé", derivado de sus conversaciones con el entonces ministro de Agricultura, Emiliano Ortega. Este proyecto se inició desarrollando diversos establecimientos de turismo rural en el archipiélago, asentando por primera vez una experiencia de agroturismo en Chile, la que posteriormente se replica por parte de INDAP en todo el país.
Fue defensor activo de las comunidades Huillinches en Chiloé al oponerse en 1997 a la explotación forestal del actualmente llamado Parque Tantauco por su entonces dueño, el empresario forestal estadounidense Jeremiah Henderson. Dichos terrenos fueron comprados en 2004 por Sebastián Piñera, en ese momento senador, para crear la actual reserva ecológica. El obispo Juan Luis Ysern buscó que Piñera resolviera los conflictos pendientes respecto a demandas territoriales por parte de las comunidades Inío y Weketrumao sobre el terreno en cuestión, sin éxito. En 2005, al declinar una invitación de Piñera a ser parte del jurado para decidir el nombre del nuevo parque, el obispo le escribió:

«No sólo está el tema de los territorios usurpados por el Estado. Problema muy complejo porque, aunque legalmente esos terrenos estén en manos de otros propietarios, hay un problema de justicia sin resolver.»

En una entrevista publicada el 2010, el obispo interpeló al entonces presidente Sebastián Piñera para que se pronunciase respecto de su posición sobre las demandas huilliches, lo que no tuvo respuesta.
Por su contribución a la causa huilliche, en 2003 el Consejo General de Caciques nombró al obispo Ysern como un huilliche más.
Actualmente se desempeña como vicario judicial del Obispado de Rancagua y como vicario judicial adjunto del Tribunal Metropolitano e Interdiocesano de Santiago de Chile.